# حادثه سقوط ویکرز ویسکونت در اقیانوس هند ۱۹۷۱
حادثه سقوط ویکرز ویسکونت در اقیانوس هند ۱۹۷۱ (به انگلیسی: 1971 Indian Ocean Vickers Viscount crash) یک پرواز از جاکارتا به مقصد پادنگ بود که با ۶۲ مسافر و ۷ خدمه بودند، در تاریخ ۱۰ نوامبر ۱۹۷۱ در پادنگ دچار سانحه شد و ۶۹ نفر جان باختند.